# Fujiwara no Kanshi
Fujiwara no Kanshi (藤原歓子), née en 1021 et décédée le 30 septembre 1102, aussi connue sous le nom Ono no Kōtaikō (小野皇太后) est une impératrice consort du Japon. Troisième fille de Fujiwara no Norimichi, sa mère est la fille ainée de Fujiwara no Kintō. Elle devient la consort de l'empereur Go-Reizei.

## Biographie
En 1024, quand Kanshi a seulement quatre ans, sa mère meurt. En 1047, après l'intronisation de l'empereur Go-Reizei, Kanshi entre dans sa cour. En 1049, elle lui donne un fils, mais il est soit mort-né ou décède peu de temps après la naissance. Après que Fujiwara no Hiroko entre à la cour en 1050, elle est proclamée impératrice consort en dépit de l'ancienneté de Kanshi et celle-ci commence à s'isoler dans son domaine.
En 1068, lorsque l'empereur est sur son lit de mort, Kanshi est enfin nommée kōgō. Cela couronne les investitures de Fujiwara no Teishi comme grande impératrice douairière et des autres épouses de l'empereur, la princesse Shōshi et Fujiwara no Hiroko, comme kōgō et chūgū respectivement. Cela signifie que, pour la première fois, l'empereur a maintenant trois impératrices consort à la fois —Shōshi, Hiroko et Kanshi. Le même jour, Fujiwara no Yorimichi accorde la position de kampaku à son frère cadet Norimichi, le père de Kanshi. Deux jours plus tard, l'empereur Go-Reizei meurt et avec l'opposition de son successeur l'empereur Go-Sanjō, la famille régente entre en déclin. Cela a cependant peu d'effet sur Kanshi. Elle demeure avec son frère Jōen, un moine, à Ono à la base du mont Hiei depuis 1051, et passe ses jours à réciter des prières bouddhistes.
En 1074, Kanshi acquiert le titre d'impératrice douairière et en 1077 se fait nonne bouddhiste. Elle tombe malade en 1102 et meurt trois mois plus tard dans son refuge de montagne à Ono à l'âge de 82 ans.

## Personnalité
Selon l'Eiga Monogatari, Kanshi est connue pour être une petite et gracieuse beauté, compétente au biwa et à la peinture, en particulier dans le style des Tang. Même si elle est la seule des femmes de Go-Reizei qui lui a jamais donné d'enfant, la princesse Shōshi est protégée par l'impératrice Jōtōmon-in, grand-mère de l'empereur, et Fujiwara no Hiroko est la fille du régent Fujiwara no Yorimichi établi de longue date et ces deux figures dominent le harem. La fortune ne la favorise pas jusqu'avant la mort de son mari.
Une anecdote bien connue indique qu'en 1091, à la fin de la vie de Kanshi alors qu'elle se repose dans sa retraite à Ono, l'empereur retiré Shirakawa décide tout à coup d'aller voir la neige et de lui rend visite. Apprenant cela d'un serviteur, Kanshi déclare que cela ne se fait pas de laisser entrer à l'intérieur quelqu'un venu pour voir la neige et dispose agréablement quelques sièges dans le jardin. Admirant son ingéniosité et la grâce de son divertissement, l'ex-empereur passe pour lui avoir accordé un domaine dans la province de Mino.

## Source de la traduction
- (en) Cet article est partiellement ou en totalité issu de l’article de Wikipédia en anglais intitulé « Fujiwara no Kanshi » (voir la liste des auteurs).